# Pandiaka trichinioides
Pandiaka trichinioides är en amarantväxtart som beskrevs av Karl Suessenguth. Pandiaka trichinioides ingår i släktet Pandiaka och familjen amarantväxter. Inga underarter finns listade i Catalogue of Life.